# Teles (família)
Teles trata-se de designação familiar de origem patronímica, derivada do nome próprio Telo, também usado no mesmo sentido, se bem que mais raramente. Pode, portanto, haver várias famílias com esta denominação e origem diversa, pois o nome de Telo, atualmente raríssimo, teve, na Idade Média, uso muito vasto. Os que procedem de Telo Peres de Meneses, tronco dos Meneses, chamam-se com frequência Teles de Meneses, ou Telo de Meneses. Os que se ligaram aos Silvas chamam-se Teles da Silva, Telo da Silva ou Silva Teles (ou Telles).

## Brasão de Armas
As armas geralmente usadas pelos Teles de Meneses, são:
- Esquartelado, o primeiro e o quarto, de ouro liso  (Meneses); o segundo e o terceiro de prata, com um leão de púrpura, armado e lampassado de azul (Silva). Às vezes trazem os mesmos quartéis, invertidos, isto é, esquartelado de Silva e de Meneses.
- Timbre: o leão do escudo.

Os Teles da Silva usam as mesmas armas, mas os Teles da Silva trazem-nas com pequena diferença, assim: 
- Esquartelado, o primeiro e o quarto, de ouro pleno (Meneses): o segundo e o terceiro de prata, com um leão de vermelho (Silva).
- Timbre: o leão do escudo.

## Origem
- Reino de Castela
- Portugal